# Wouter Salomon Johannes Tenkink

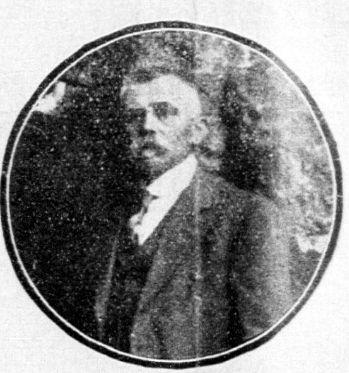
Burgemeester W. S. J. Tenkink, 1921

Wouter Salomon Johannes Tenkink (Winterswijk, 28 augustus 1867 - Doetinchem, 9 juli 1922) was een Nederlands politicus die tussen 16 maart 1903 en 1 januari 1920 burgemeester van de Gelderse gemeente Ambt Doetinchem was. Vanaf dat moment werd hij burgemeester van de nieuwe gemeente Doetinchem. Voor dat ambt had hij bestuurlijke ervaring opgedaan als raadslid in Winterswijk en bij het Waterschap. Voor zijn werk als burgemeester van Ambt-Doetinchem is Tenkink geridderd. De burgemeesterswoning Villa 't Veldhoen is in 1905 als ambtswoning voor hem gebouwd, hier is hij in 1906 ingetrokken. Op 9 juli 1922 rond half elf 's ochtends overleed hij aldaar in de tuin. Hij was getrouwd en had twee kinderen. Op woensdag 12 juli om half vier 's middags is hij begraven op de Ambtsbegraafplaats in Doetinchem.

## Varia
- De Doetinchemse Burgemeester Tenkinkstraat is naar hem vernoemd.